# 2003 في تونس
فيما يلي قوائم الأحداث التي وقعت خلال عام 2003 في تونس.

## سياسة

### تعيين في المنصب
- 4 نوفمبر – منصر الرويسي سفارة تونس في فرنسا.

### انتهاء فترة المنصب
- 6 أكتوبر – فائزة الكافي سفارة تونس في فرنسا.

## ظهور
- 1 يناير – زمكان

## وفيات

### يناير
- 1 يناير – رشيد تركي (مواليد 1918) لاعب كرة قدم تونسي.

### مايو
- 4 مايو – المنجي بن حميدة (مواليد 1928) طبيب أعصاب تونسي.

### يونيو
- 10 يونيو – الطاهر غرسة (مواليد 1933)

### أكتوبر
- 20 أكتوبر – راضية الحداد (مواليد 1922) نسويّة تونسية.

### نوفمبر
- 28 نوفمبر – ذكرى (مواليد 1966) مغنية تونسية.

### ديسمبر
- 8 ديسمبر – إبراهيم باباي (مواليد 1936)
- 10 ديسمبر – الصادق ثريا (مواليد 1920)